# Sidney Govou
Sidney Rodrigue Noukpo Govou (Le Puy-en-Velay, Auvernia-Ródano-Alpes, Francia, 27 de julio de 1979) es un exfutbolista francés. Jugaba como segundo delantero o de extremo y su último club fue el FC Limonest del Championnat National 3 de Francia. También fue internacional con la selección francesa, formando parte del plantel subcampeón del mundo en 2006.

## Trayectoria
Govou fue entrenado por el Olympique Lyonnais, debutando el 15 de enero de 2000.
En julio de 2010, el delantero francés, firmó por 2 temporadas con el Panathinaikos FC tras haber quedado libre del Olympique Lyonnais y dando su último salto al futbol profesional en el Limonest FC.

## Selección nacional
Govou ha jugado 49 partidos para la selección de fútbol de Francia, habiendo anotado 10 goles.
Inicialmente no fue seleccionado para participar en la Copa Mundial de Fútbol de 2006, pero se unió al equipo para reemplazar a Djibril Cissé, quien se lesionó días antes de iniciar la competencia.
Sidney marcó dos goles en la victoria sobre Italia en las clasificatorias para la Eurocopa 2008. Este fue el primer partido entre ambas selecciones desde la final de la Copa del Mundo de 2006. Govou anotó su primer gol con sólo 67 segundos en el juego. El segundo gol se dio en el minuto 55.

### Participaciones en Copas del Mundo
| Copa              | Sede      | Resultado    | Partidos | Goles |
| ----------------- | --------- | ------------ | -------- | ----- |
| Copa Mundial 2006 | Alemania  | Subcampeón   | 4        | 0     |
| Copa Mundial 2010 | Sudáfrica | Primera fase | 3        | 0     |

### Participaciones en Copa Confederaciones
| Copa                      | Sede    | Resultado | Partidos | Goles |
| ------------------------- | ------- | --------- | -------- | ----- |
| Copa Confederaciones 2003 | Francia | Campeón   | 3        | 1     |

### Participaciones en Eurocopas
| Copa          | Sede            | Resultado        | Partidos | Goles |
| ------------- | --------------- | ---------------- | -------- | ----- |
| Eurocopa 2004 | Portugal        | Cuartos de final | 0        | 0     |
| Eurocopa 2008 | Austria · Suiza | Primera fase     | 2        | 0     |

## Estadísticas

### Clubes
| Club | Div.          | Temporada     | Liga  | Liga  | Copas nacionales(1) | Copas nacionales(1) | Copa de la Liga(2) | Copa de la Liga(2) | Torneos internacionales(3) | Torneos internacionales(3) | Otros(4) | Otros(4) | Total | Total |
| Club | Div.          | Temporada     | Part. | Goles | Part.               | Goles               | Part.              | Goles              | Part.                      | Goles                      | Part.    | Goles    | Part. | Goles |
| --- | ------------- | ------------- | ----- | ----- | ------------------- | ------------------- | ------------------ | ------------------ | -------------------------- | -------------------------- | -------- | -------- | ----- | ----- |
| Olympique de Lyon Francia | 1.ª           | 1999-00       | 4     | 0     | 3                   | 2                   | 0                  | 0                  | —                          | —                          | —        | —        | 7     | 2     |
| Olympique de Lyon Francia | 1.ª           | 2000-01       | 28    | 5     | 4                   | 1                   | 4                  | 1                  | 8                          | 2                          | —        | —        | 44    | 9     |
| Olympique de Lyon Francia | 1.ª           | 2001-02       | 29    | 10    | 1                   | 0                   | 2                  | 0                  | 9                          | 3                          | —        | —        | 41    | 13    |
| Olympique de Lyon Francia | 1.ª           | 2002-03       | 29    | 7     | 1                   | 0                   | 1                  | 2                  | 5                          | 2                          | 1        | 3        | 37    | 14    |
| Olympique de Lyon Francia | 1.ª           | 2003-04       | 26    | 3     | 3                   | 2                   | 1                  | 0                  | 9                          | 0                          | 0        | 0        | 39    | 5     |
| Olympique de Lyon Francia | 1.ª           | 2004-05       | 36    | 8     | 2                   | 0                   | 1                  | 0                  | 9                          | 0                          | 1        | 0        | 49    | 8     |
| Olympique de Lyon Francia | 1.ª           | 2005-06       | 35    | 5     | 3                   | 1                   | 1                  | 1                  | 7                          | 1                          | 1        | 0        | 47    | 8     |
| Olympique de Lyon Francia | 1.ª           | 2006-07       | 28    | 1     | 2                   | 1                   | 4                  | 1                  | 5                          | 0                          | 0        | 0        | 39    | 3     |
| Olympique de Lyon Francia | 1.ª           | 2007-08       | 32    | 7     | 4                   | 1                   | 1                  | 0                  | 8                          | 1                          | 1        | 1        | 46    | 10    |
| Olympique de Lyon Francia | 1.ª           | 2008-09       | 15    | 1     | 0                   | 0                   | 0                  | 0                  | 4                          | 1                          | 1        | 0        | 20    | 2     |
| Olympique de Lyon Francia | 1.ª           | 2009-10       | 30    | 2     | 1                   | 0                   | 1                  | 0                  | 11                         | 1                          | —        | —        | 43    | 3     |
| Olympique de Lyon Francia | Total club    | Total club    | 292   | 49    | 24                  | 8                   | 16                 | 5                  | 75                         | 11                         | 5        | 4        | 412   | 77    |
| Panathinaikos F. C. · Grecia | 1.ª           | 2010-11       | 20    | 1     | 2                   | 1                   | —                  | —                  | 2                          | 1                          | —        | —        | 24    | 3     |
| Évian F. C. Francia | 1.ª           | 2011-12       | 18    | 1     | 3                   | 1                   | 1                  | 0                  | —                          | —                          | —        | —        | 22    | 2     |
| Évian F. C. Francia | 1.ª           | 2012-13       | 18    | 0     | 2                   | 0                   | 1                  | 0                  | —                          | —                          | —        | —        | 21    | 0     |
| Évian F. C. Francia | Total club    | Total club    | 36    | 1     | 5                   | 1                   | 2                  | 0                  | —                          | —                          | —        | —        | 43    | 2     |
| Olympique de Lyon II Francia | 4.ª           | 2013-14       | 2     | 0     | —                   | —                   | —                  | —                  | —                          | —                          | —        | —        | 2     | 0     |
| Monts d'Or Azergues Francia | 4.ª           | 2013-14       | 13    | 0     | —                   | —                   | —                  | —                  | —                          | —                          | —        | —        | 13    | 0     |
| Monts d'Or Azergues Francia | 4.ª           | 2014-15       | 16    | 0     | 2                   | 2                   | 0                  | 0                  | —                          | —                          | —        | —        | 18    | 2     |
| Monts d'Or Azergues Francia | Total club    | Total club    | 29    | 0     | 2                   | 2                   | 0                  | 0                  | —                          | —                          | —        | —        | 31    | 2     |
| F. C. Miami City Estados Unidos | 4.ª           | 2015          | 11    | 2     | —                   | —                   | —                  | —                  | —                          | —                          | —        | —        | 11    | 2     |
| F. C. Limonest Francia | 6.ª           | 2015-16       | 24    | 2     | 2                   | 2                   | —                  | —                  | —                          | —                          | —        | —        | 26    | 4     |
| F. C. Limonest Francia | 5.ª           | 2016-17       | 0     | 0     | 0                   | 0                   | —                  | —                  | —                          | —                          | —        | —        | 0     | 0     |
| F. C. Limonest Francia | Total club    | Total club    | 24    | 2     | 2                   | 2                   | —                  | —                  | —                          | —                          | —        | —        | 26    | 4     |
| Total carrera | Total carrera | Total carrera | 414   | 55    | 35                  | 14                  | 18                 | 5                  | 77                         | 12                         | 5        | 4        | 549   | 90    |
| (1) Incluye datos de la Copa de Francia (1999-16) y Copa de Grecia (2010-11). (2) Incluye datos de la Copa de la Liga de Francia (2000-13). (3) Incluye datos de la Liga de Campeones (2000-11) y Copa de la UEFA (2001-03). (4) Incluye datos de la Supercopa de Francia (2002-08). |               |               |       |       |                     |                     |                    |                    |                            |                            |          |          |       |       |

## Palmarés

### Campeonatos nacionales
| Título               | Club              | País    | Año  |
| -------------------- | ----------------- | ------- | ---- |
| Copa de la Liga      | Olympique de Lyon | Francia | 2001 |
| Division 1           | Olympique de Lyon | Francia | 2002 |
| Supercopa de Francia | Olympique de Lyon | Francia | 2002 |
| Ligue 1              | Olympique de Lyon | Francia | 2003 |
| Supercopa de Francia | Olympique de Lyon | Francia | 2003 |
| Ligue 1              | Olympique de Lyon | Francia | 2004 |
| Supercopa de Francia | Olympique de Lyon | Francia | 2004 |
| Ligue 1              | Olympique de Lyon | Francia | 2005 |
| Supercopa de Francia | Olympique de Lyon | Francia | 2005 |
| Ligue 1              | Olympique de Lyon | Francia | 2006 |
| Supercopa de Francia | Olympique de Lyon | Francia | 2006 |
| Ligue 1              | Olympique de Lyon | Francia | 2007 |
| Supercopa de Francia | Olympique de Lyon | Francia | 2007 |
| Ligue 1              | Olympique de Lyon | Francia | 2008 |
| Copa de Francia      | Olympique de Lyon | Francia | 2008 |

### Campeonatos internacionales
| Título               | Club                 | Sede    | Año  |
| -------------------- | -------------------- | ------- | ---- |
| Copa Confederaciones | Selección de Francia | Francia | 2003 |

### Distinciones individuales
| Distinción                                | Año  |
| ----------------------------------------- | ---- |
| Futbolista joven del año de la Division 1 | 2001 |